# 624448 Gennadiyborisov
624448 Gennadiyborisov è un asteroide della fascia principale. Scoperto nel 2013, presenta un'orbita caratterizzata da un semiasse maggiore pari a 2,398233 UA e da un'eccentricità di 0,200371, inclinata di 3,120915° rispetto all'eclittica.